# 二硒化钨
二硒化钨是分子式為WSe2的無機化合物，二硒化钨有類似二硫化鉬的六角形結構，每一個钨原子都和六個硒共價鍵結，是以三稜鏡的配位方式鍵結，每一個硒則是以角錐狀的組態和三個钨鍵結。钨和硒之間的鍵長為2.526 Å，硒和硒之間的鍵長為3.34 Å。各層之間是以凡得瓦力結合，二硒化钨是在第六族金属二硫属化物中非常穩定的半導體。

## 製備
將钨的薄片在高壓及高溫（超過800 K）的硒蒸氣中加熱，利用溅射淀积技術可在薄片上形成正確元素比例的六角形結晶：
W  +  2 Se   →   WSe2

## 用途
過渡金屬二硫屬化物是二極體，可應用在太陽能電池的光電轉換設備中WSe2的帶隙為1.35 eV，其溫度係數為-4.6E-4 eV/K.。  WSe2的光電極在酸性和鹼性下都很穩定，因此可以用在光電化學電池中。機械剝離的WSe2 單分子膜可以用在製造透明的光伏設備及超薄的LED。
WSe2單分子膜因為其性質和一般的二硒化钨不同，也有科學家在進行相關研究。